# Только правда
«Только правда» (в ориг.: «Время жить»; нем. Zeit zu leben) — фильм ГДР 1969 года режиссёра Хорста Земана.
Производственный фильм, был снят к 20-летию ГДР, нстал лидером кинопроката — собрал более двух миллионов зрителей.
За создание фильма Национальной премией ГДР (1969) удостоены режиссёр, сценарист, оператор и актёр Леон Немчик.

## Сюжет
Лоренц Регер, старый коммунист, в войну активный антифашист, после войны строил социализма в ГДР, руководил двумя народными предприятиями.
У него прихватывает сердце и врач советует ему отдохнуть, а лучше уйти на пенсию. Но для Регера жизнь не имеет смысла без созидательного труда…
Регер подозревает, что врачи недоговаривают, и он летит в Москву, где хочет проконсультироваться со своим старым фронтовым другом — русским профессором-кардиологом Россовым, и который скажет ему правду, а заодно свозить сына на могилу матери, убитой, когда ему было три месяца — её расстреляли фашисты в Одессе в 1943 году.
Узнав от друга-врача, что ему осталось жить немного, на могиле жены обдумав ради чего он жил, Регер решает, пока у него есть силы, взять на себя ещё одну, последнюю большую задачу…
Он просит назначить его на отстающие предприятие (съёмки велись на предприятии «Robotron»). За короткое время ему удается установить доверительные отношения между сотрудниками и руководством, провести работу с партийными органами и установить контакты со шведскими смежниками. Он решает производственные и личные проблемы инженеров и рабочих. Регеру удаётся внедрить производство нового калькулятора и вывести предприятие не просто в передовые, а создать продукт мирового уровня.

## В ролях
- Леон Немчик — Лоренц Регер
- Ютта Хофман — Катя Зоммер
- Юрген Хенч — Фред Зоммер
- Траудль Куликовски — Моника Май
- Франк Шенк — Клаус Регер
- Фред Дельмаре — Альфред Калабис
- Дитер Вин — Руди Шпренглер
- Иван Переверзев — профессор Россов
- Йоханнес Вике — Херват Сушке
- Вернер Лирк — Хайн
- Ханс Хардт-Хардтлофф — Хемпель, привратник
- Матильда Данеггер — бабушка Регер
- Эрик С. Кляйн — Ханс Вебер
- Гудрун Риттер — Эрна Калабис
- Елена Максимова — русская женщина
- Урсула Пазенау-Нойпарт — Элизабет Регер
- Юрген Фрорип — Мангольд
- Уве Детлеф Ессен — Йоахим Кампе
- Кристоф Байерт — доктор Хайнц
- Мария-Анна Флигель — бригадир
- и другие